# Pedro Marques (calciatore)
Pedro David Rosendo Marques, noto semplicemente come Pedro Marques (Lisbona, 25 aprile 1998), è un calciatore portoghese, attaccante dell'Apollōn Limassol.

## Caratteristiche tecniche
È un centravanti.

## Carriera
Cresciuto nel settore giovanile dello Sporting Lisbona, debutta in prima squadra il 13 dicembre 2018 in occasione dell'incontro di UEFA Europa League vinto 3-0 contro il Vorskla.

## Statistiche
Statistiche aggiornate al 1º luglio 2024.

### Presenze e reti nei club
| Stagione                  | Squadra                   | Campionato                | Campionato | Campionato | Coppe nazionali | Coppe nazionali | Coppe nazionali | Coppe continentali | Coppe continentali | Coppe continentali | Altre coppe | Altre coppe | Altre coppe | Totale | Totale | Totale |
| Stagione                  | Squadra                   | Comp                      | Pres       | Reti       | Comp            | Pres            | Reti            | Comp               | Pres               | Reti               | Comp        | Pres        | Reti        | Pres   | Reti   |        |
| ------------------------- | ------------------------- | ------------------------- | ---------- | ---------- | --------------- | --------------- | --------------- | ------------------ | ------------------ | ------------------ | ----------- | ----------- | ----------- | ------ | ------ | ------ |
| 2016-2017                 | Sporting Lisbona B        | LdH                       | 8          | 3          |                 | -               | -               |                    | -                  | -                  |             | -           | -           | 8      | 3      |        |
| 2017-2018                 | Sporting Lisbona B        | LdH                       | 29         | 7          |                 | -               | -               |                    | -                  | -                  |             | -           | -           | 29     | 7      |        |
| 2018-2019                 | Sporting Lisbona          | PL                        | 0          | 0          | CP+CdL          | 0               | 0               | UEL                | 1                  | 0                  |             | -           | -           | 1      | 0      |        |
| 2019-gen. 2020            | Dordrecht                 | 1D                        | 19         | 6          | CO              | 2               | 0               |                    | -                  | -                  |             | -           | -           | 21     | 6      |        |
| gen.-giu. 2020            | Den Bosch                 | 1D                        | 7          | 8          | CO              | 0               | 0               |                    | -                  | -                  |             | -           | -           | 7      | 8      |        |
| 2020-gen. 2021            | Sporting Lisbona B        | LdH                       | 11         | 9          |                 | -               | -               |                    | -                  | -                  |             | -           | -           | 11     | 9      |        |
| Totale Sporting Lisbona B | Totale Sporting Lisbona B | Totale Sporting Lisbona B | 48         | 19         |                 | -               | -               |                    | -                  | -                  |             | -           | -           | 48     | 19     |        |
| 2020-gen. 2021            | Sporting Lisbona          | PL                        | 0          | 0          | CP+CdL          | 1+0             | 2+0             |                    | -                  | -                  |             | -           | -           | 1      | 2      |        |
| Totale Sporting Lisbona   | Totale Sporting Lisbona   | Totale Sporting Lisbona   | 0          | 0          |                 | 1               | 2               |                    | 1                  | 0                  |             | -           | -           | 2      | 2      |        |
| gen.-giu. 2021            | Gil Vicente               | PL                        | 15         | 5          | CP              | 0               | 0               |                    | -                  | -                  |             | -           | -           | 15     | 5      |        |
| 2021-2022                 | Famalicão                 | PL                        | 11         | 0          | CP+CdL          | 2+1             | 0+2             |                    | -                  | -                  |             | -           | -           | 14     | 2      |        |
| 2022-2023                 | N.E.C.                    | ED                        | 30         | 5          | CO              | 3               | 3               |                    | -                  | -                  |             | -           | -           | 33     | 8      |        |
| ago. 2023                 | N.E.C.                    | ED                        | 3          | 0          | CO              | -               | -               |                    | -                  | -                  |             | -           | -           | 3      | 0      |        |
| Totale N.E.C.             | Totale N.E.C.             | Totale N.E.C.             | 33         | 5          |                 | 3               | 3               |                    | -                  | -                  |             | -           | -           | 36     | 8      |        |
| 2023-2024                 | Apollōn Limassol          | AK                        | 22+9       | 8+5        | KK              | 5               | 5               | -                  | -                  | -                  | -           | -           | -           | 36     | 18     |        |
| Totale carriera           | Totale carriera           | Totale carriera           | 164        | 56         |                 | 14              | 12              |                    | 1                  | 0                  |             | -           | -           | 179    | 68     |        |